# Georg Kiesewetter
Georg Ivanovitch Kiesewetter (Георг Иванович Кизеветтер), né en 1808 à Saint-Pétersbourg et mort le 22 mai 1857 (3 juin dans le calendrier grégorien) à Arkhanguelsk, est un architecte allemand sujet de l'Empire russe qui fut le premier architecte de la ville de Nijni Novgorod. Il y construisit une centaine d'édifices, essentiellement des hôtels particuliers, des maisons et des immeubles de rapport.

## Biographie
Le père de Kiesewetter était historien et musicologue. Kiesewetter étudia l'architecture de 1819 à 1829 au département de construction de l'Académie impériale des beaux-arts de Saint-Pétersbourg.
Il fut nommé ensuite architecte du département des finances du gouvernement de Nijni Novgorod. Il eut la tâche de réparer et de construire les bâtiments officiels des villes de cette province : postes, casernes, prisons, établissements hospitaliers et hospices de pauvres. Il fut nommé en 1836 sur la recommandation de l'architecte Ivan Efimov premier architecte en chef de la ville de Nijni Novgorod, puis en 1840 architecte de la foire de Nijni Novgorod. À cause d'un conflit avec le directeur de la commission des constructions, il dut quitter Nijni Novgorod en 1846 et s'installa de nouveau à Saint-Pétersbourg,. Pendant longtemps, Kiesewetter a essayé d'obtenir justice des autorités gouvernementales par le biais des tribunaux. En 1856, il fut nommé architecte de la ville d'Arkhanguelsk, mais rencontra des désaccords. Il tomba malade et mourut au bout d'un an,.

## Œuvre

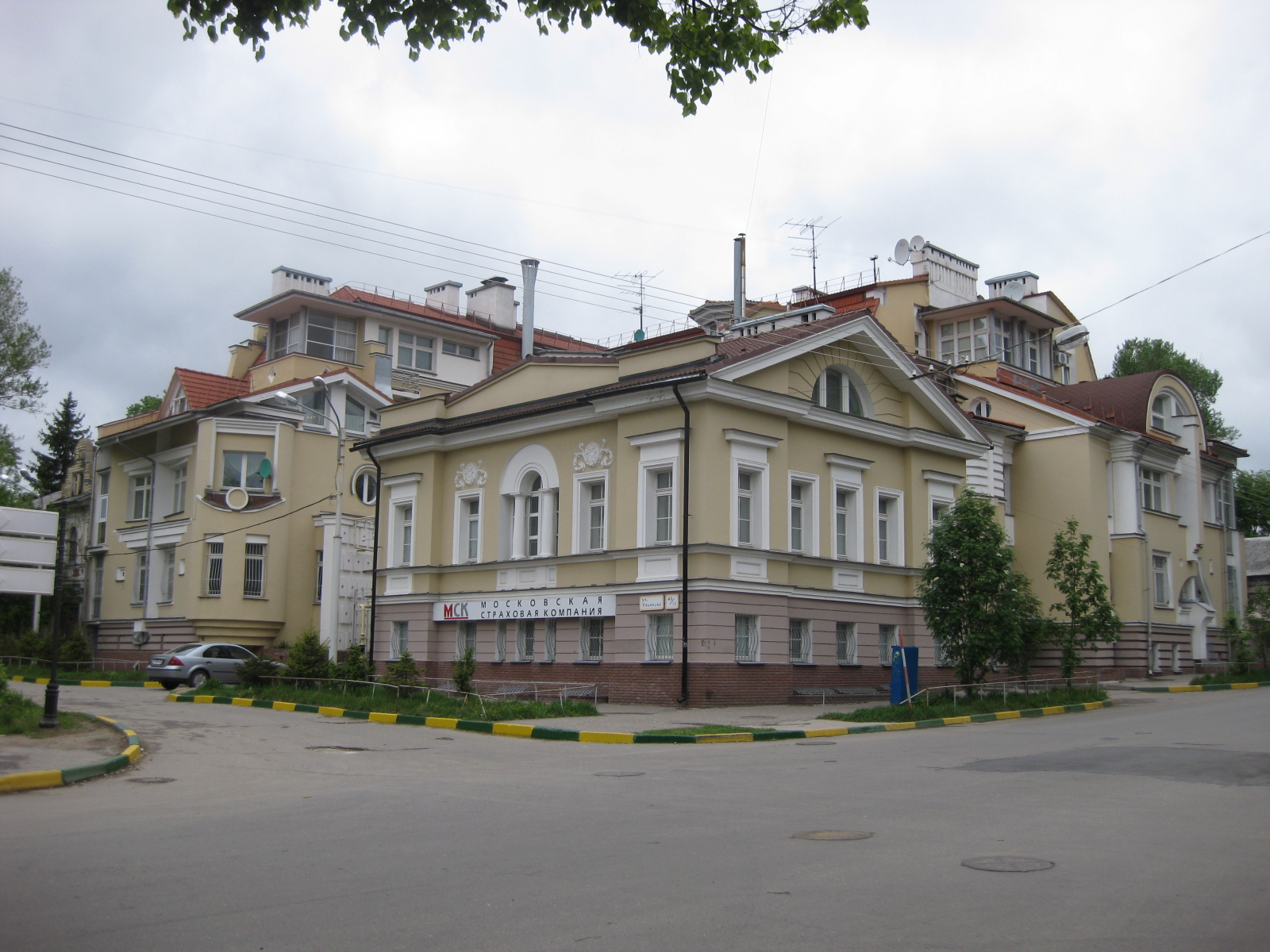
Maison de Kiesewetter à Nijni Novgorod où habita de 1889 à 1904 le psychiatre Piotr Petrovitch Kachtchtenko.
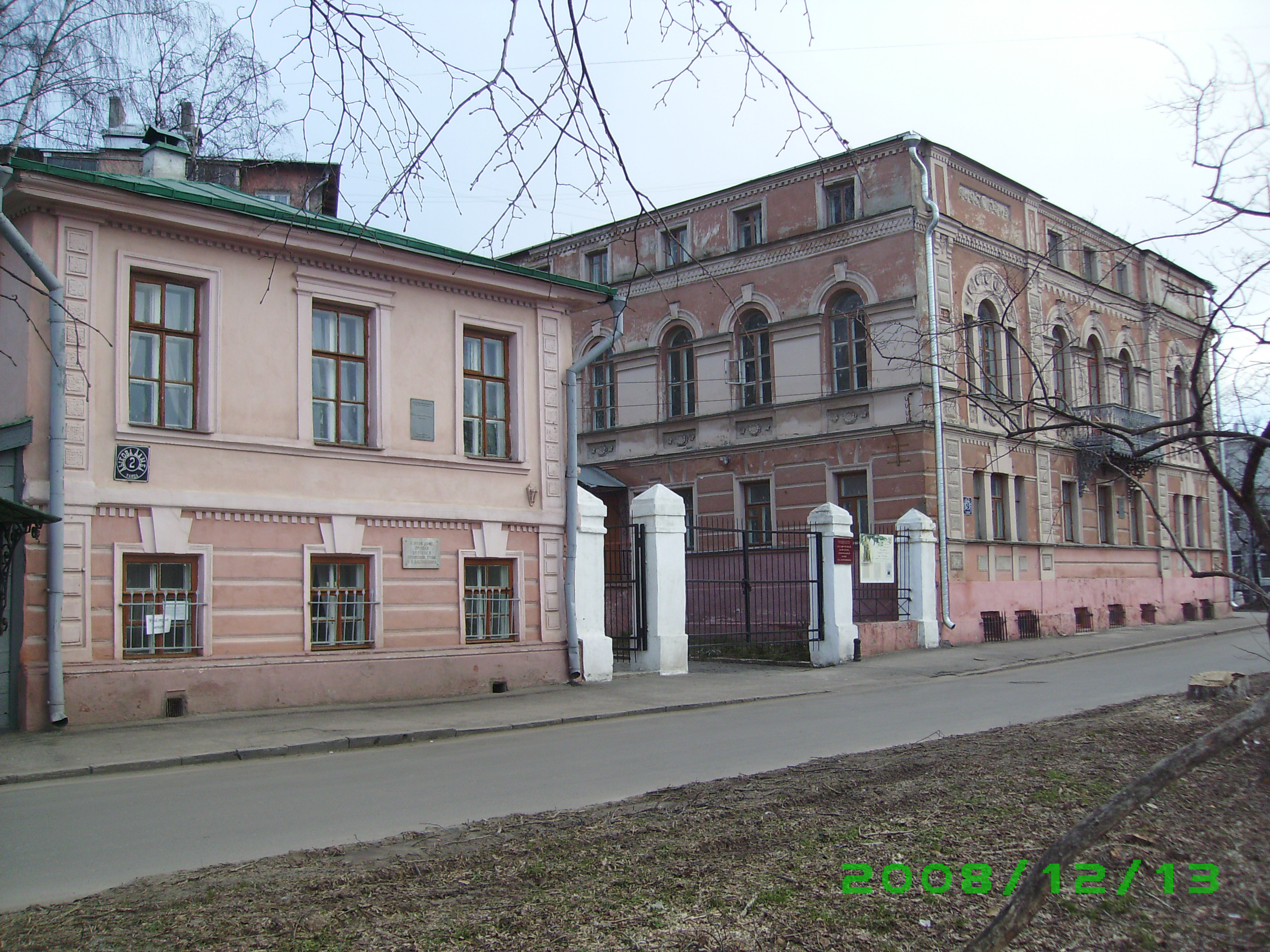
Hôtel particulier de la famille de Nikolaï Dobrolioubov (1838–1839), Nijni Novgorod
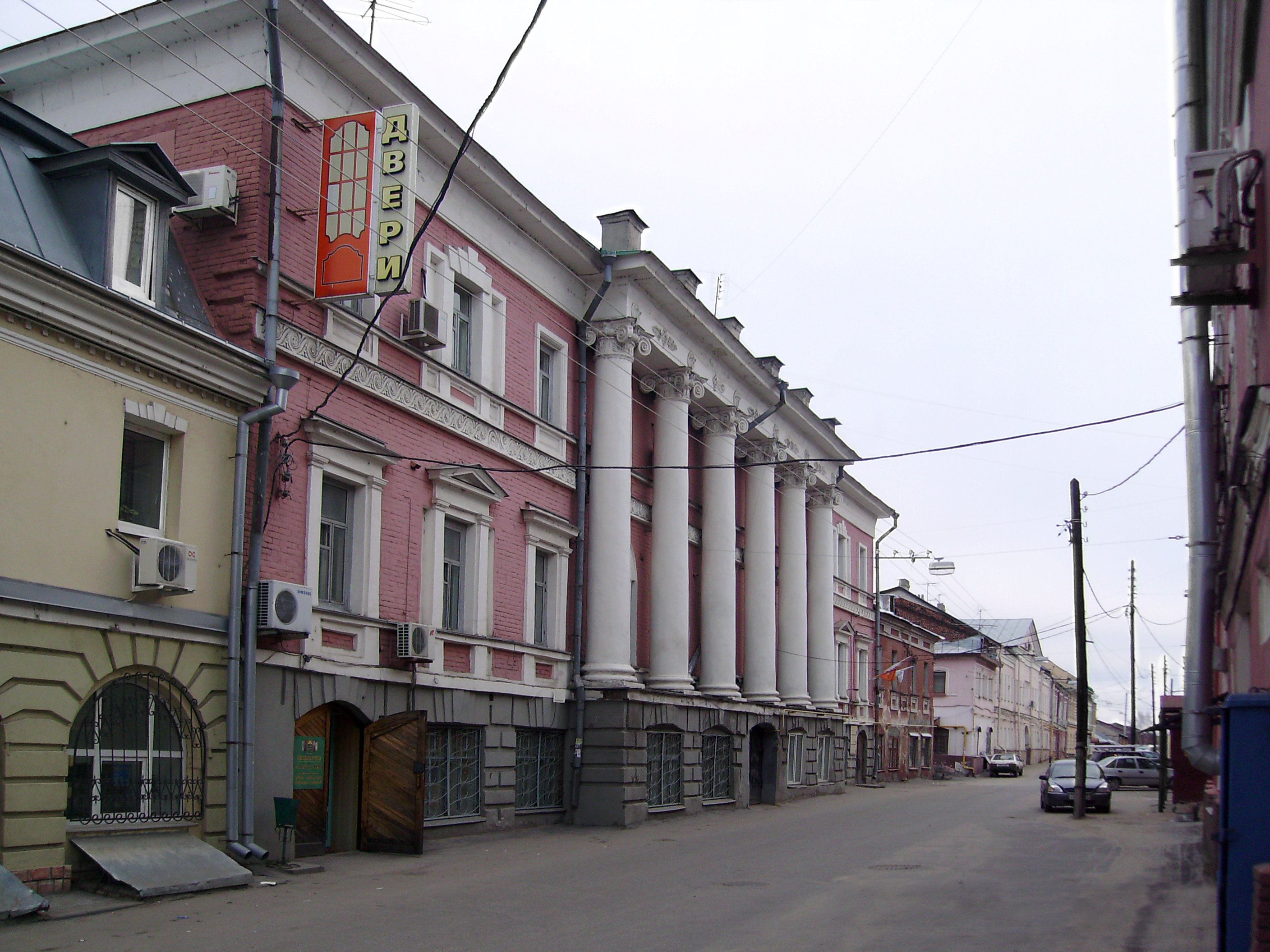
Maison des Colonnes, où l'on ouvrit en 1902 une maison de thé pour les pauvres à Nijni Novgorod[3].
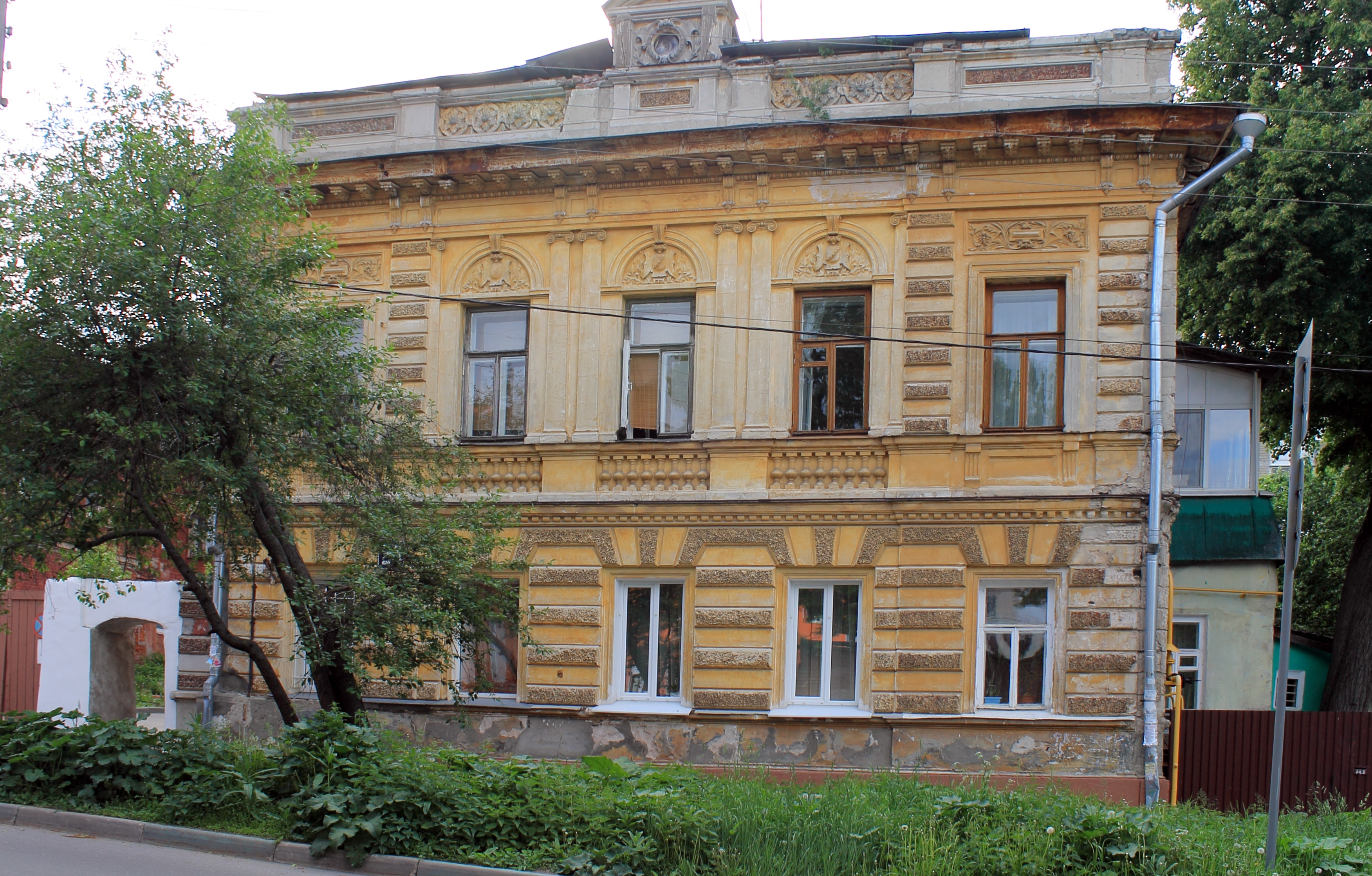
Maison Ariassov (1838-1842) rue Ilinskaïa.
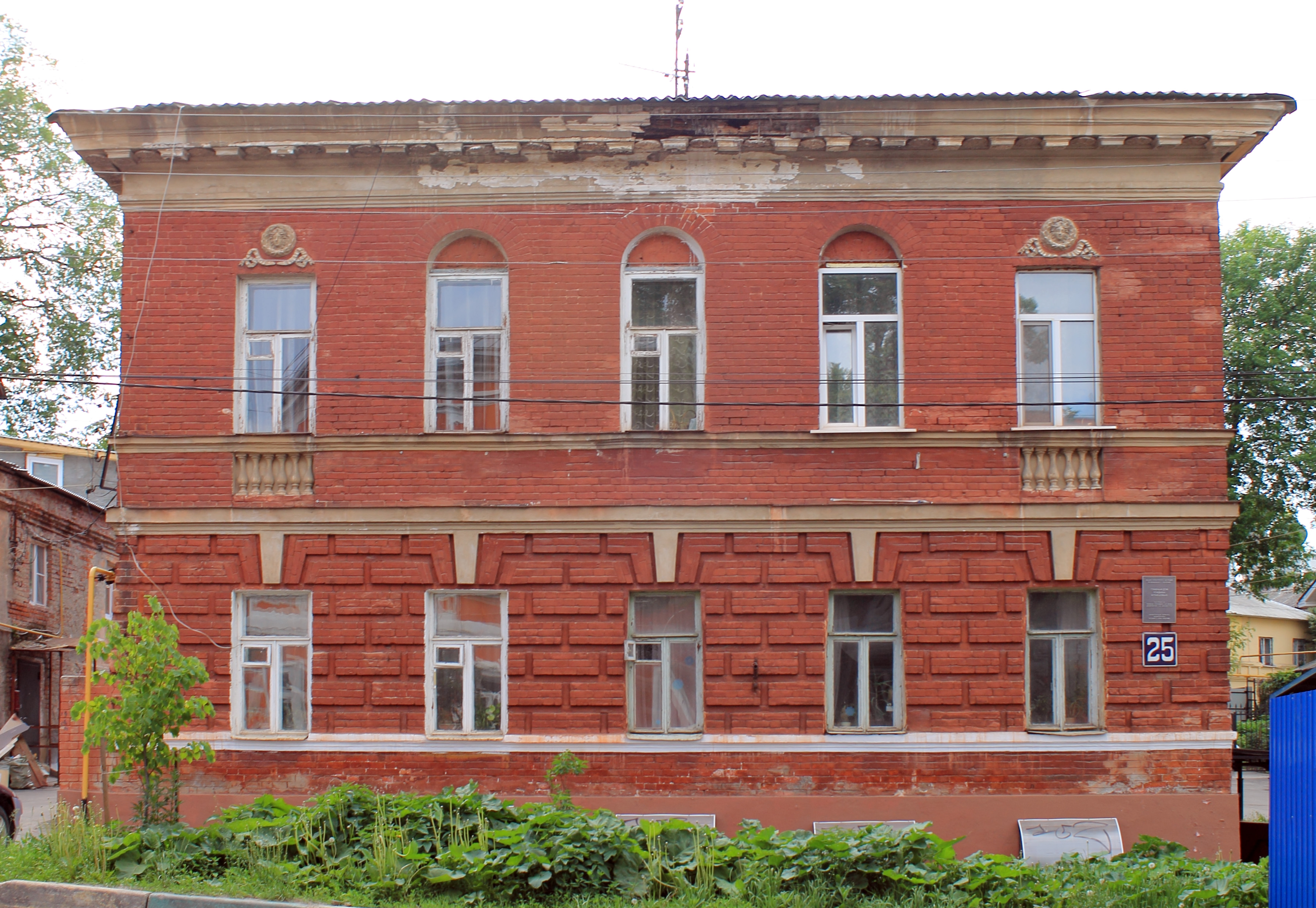
Maison Redozoubov (1838-1839) rue Ilinskaïa.
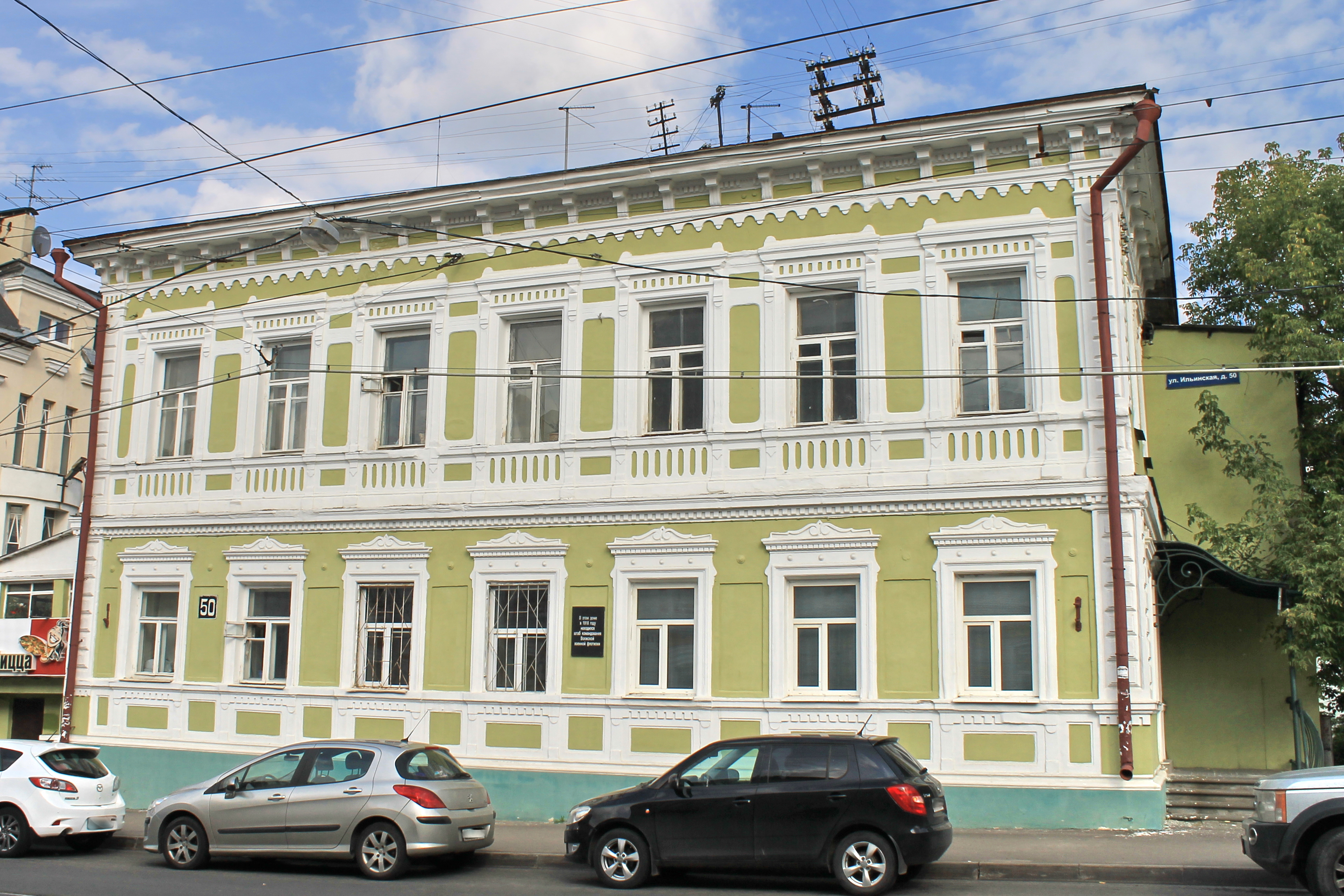
Maison Dolganov (1844-1845) rue Ilinskaïa.
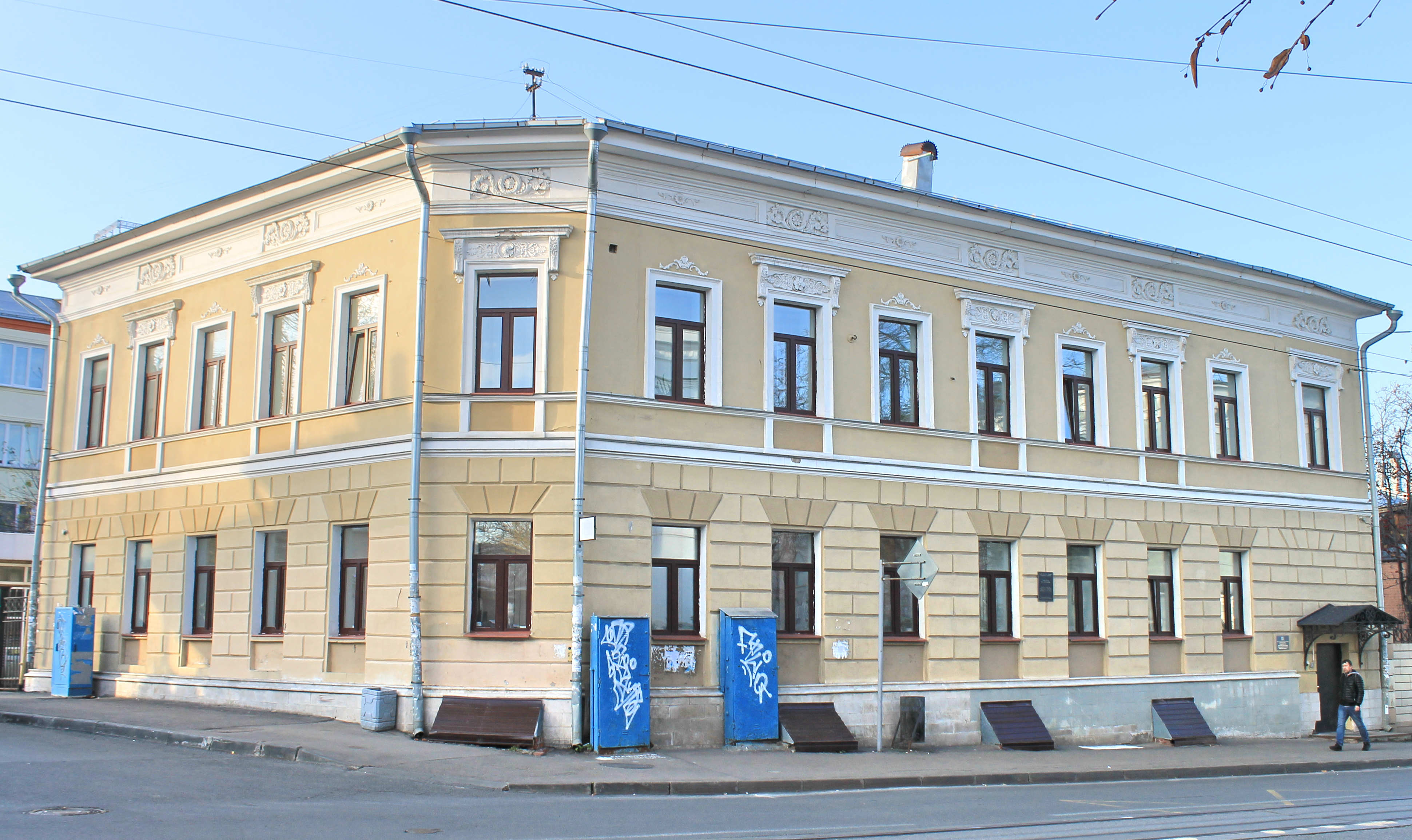
Maison Poltanov (1845-1846) rue Ilinskaïa.
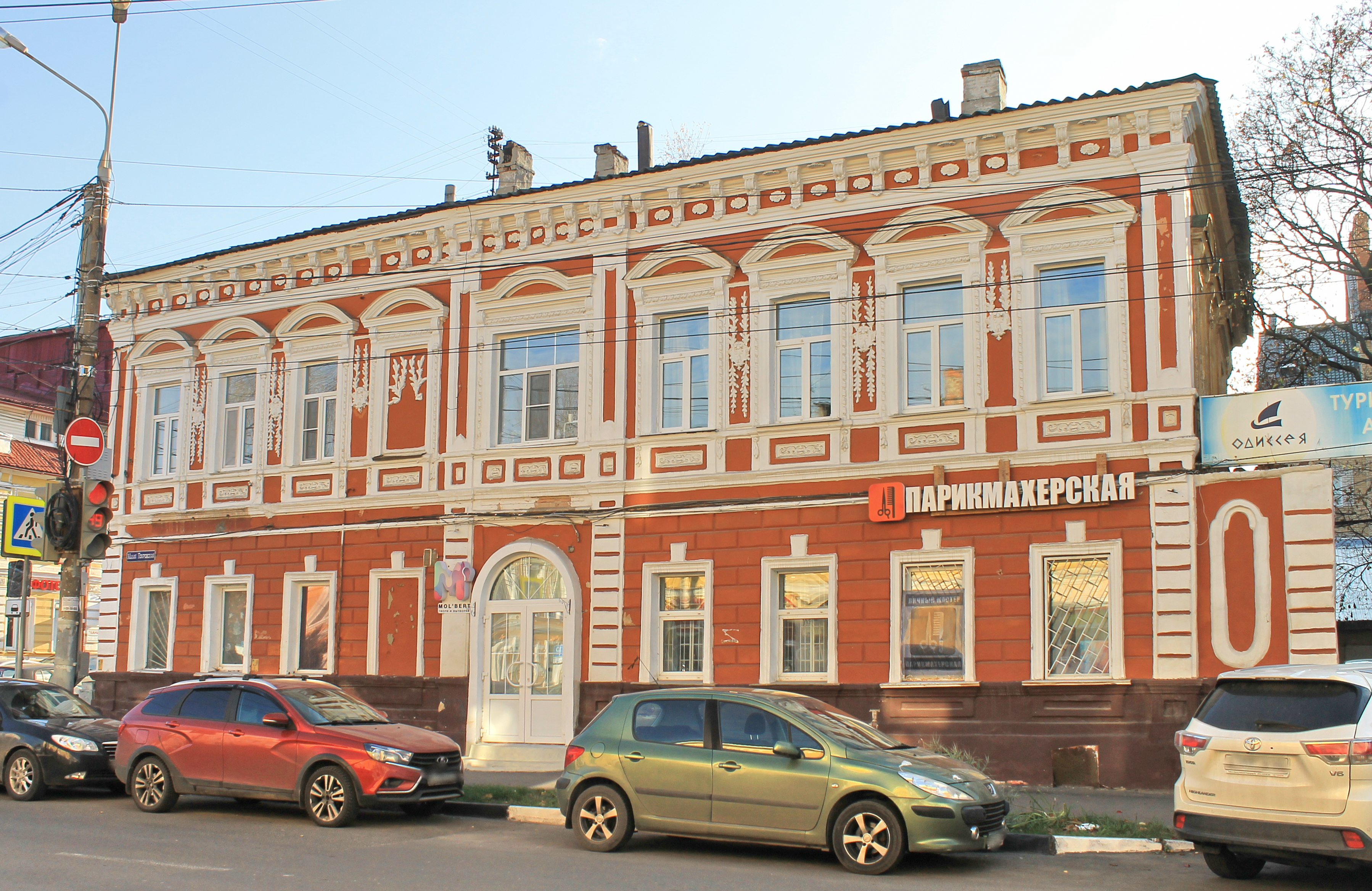
Maison Vereninov (1840-1841) rue Masliakov.